# Chiesa di San Rocco (Castel Frentano)
La chiesa di San Rocco è una chiesa di Castel Frentano, in provincia di Chieti.
Le fonti bibliografiche fanno risalire la sua edificazione alla seconda metà del XVII secolo.

## Architettura
La chiesa si trova lungo l'antico tratturo che portava a Lanciano e a Casoli. Risale al XVI secolo, e pare che la chiesa origonaria fosse nelle vicinanze di Fonte Profice al lato ovest di Castel Frentano. La chiesa fu riedificata nel XVII secolo per devozione verso il Santo del popolo locale, dopo la pestilenza del 1658; la chiesetta tale rimase nel suo semplice aspetto rurale sino agli anni '30 quando assunse l'attuale aspetto. 
Nel 1938 fu inaugurata nuovamente con una festa Solenne, e per l'occasione fu composta anche una canzone "Le campanelle di Sante Rocche" di Eduardo Di Loreto e Pierino Liberati  
Nella prima metà del XX secolo il tempio fu oggetto di importanti lavori di restauro, che gli hanno dato l'attuale impianto in stile neoromanico con il campanile a torre. Nel 1977, con la munificenza di Amerigo Di Donato, detto Mirrichino, venne costruita la fontana sita di fianco. Fu restaurata dal comitato Feste nel 2005-2006.
Presenta una facciata a mattoni di tonalità diverse, con terminazione a capanna, delimitata da lesene angolari e ornata da archetti pensili che seguono il percorso degli spioventi e sostengono la cornice della parte sommitale del fronte. Caratteristico è il portale ogivale, sormontato da un timpano triangolare e anch'esso decorato con archetti pensili, affiancato da due finestre a sesto acuto contornate da mattoni (identici a quelli delle paraste, degli archetti e delle altre decorazioni), presentano un colore chiaro rispetto al resto della facciata. 
Vi si trova anche un rosone a doppia ghiera in laterizio. I muri laterali sono composti nella parte bassa da una parte in pietra con contrafforti in mattone, separati da decorazioni che si presentano come un intreccio di archetti a tutto sesto poggianti su mensole. La parte superiore è invece intonacata e vi sono una serie di monofore e bifore in laterizio. Sulla facciata destra è presente un portale secondario a tutto sesto. Il campanile in mattoni a torre con cuspide è accessibile attraverso un ingresso a sesto acuto sormontato da una bifora. Delle colonnine binate in pietra sorreggono la copertura a quattro spioventi della parte più alta. Recentemente, all'abside semicircolare intonacata è stata affiancata la sagrestia. Lungo le pareti vi sono una serie di semicolonne, in corrispondenza dei contrafforti esterni, che sorreggono in alto la cornice modanata. Il soffitto è caratterizzato da una stupenda decorazione lignea a cassettoni.
All'interno della chiesa si conservano, sopra la vecchia cantoria, le statue di San Rocco e di Sant' Isidoro agricola (patrono dei contadino). Nel presbiterio si venera la statua nuova del santo titolare, il giorno 13 settembre di ogni anno viene portata in processione.